# Ynet
Ynet (ивр. וואינט‎) — израильский новостной общедоступный веб-сайт, который является онлайн-выпуском газеты Едиот ахронот. Тем не менее, большая часть контента «Ynet» является оригинальной работой, опубликованной исключительно на веб-сайте и написанной независимым персоналом. Кроме того, Ynet ведет онлайн-версию некоторых журналов медиагруппы Едиот ахронот.
По данным рейтинга интернет-трафика компании «Alexa», Ynet входит в число 1500 лучших сайтов в мире и 10 лучших сайтов в Израиле.

## История
«Ynet» был запущен 6 июня 2000 года только на иврите, а в 2004 году вышел его английский вариант под названием «Ynetnews». Первым директором был Моти Шварц. Первый редактор, Зеэв Хаспар, вышел в отставку через несколько месяцев после запуска сайта. Вместо него был назначен главным редактором Йон Федер, и под его руководством сайт стал наиболее посещаемым новостным сайтом Израиля. По данным рейтинга интернет-трафика компании «Alexa», Ynet входит в число 1500 лучших сайтов в мире и 10 лучших сайтов в Израиле. В течение двух лет у «Ynet» была также арабская версия, которая перестала работать в мае 2005 года. Основным конкурентом Ynet является «Walla!» и «Nana 10». С 2008 года «Ynet» является самым популярным интернет-порталом Израиля, согласно измерениям Google Trends.